# El Reixac (Sant Joan de les Abadesses)
el Reixacés un mas a mig camí dels nuclis de Sant Pau de Segúries i Sant Joan de les Abadesses (el Ripollès) inclòs a l'Inventari del Patrimoni Arquitectònic de Catalunya. Es tracta d'una masia amb coberta, de teula àrab i a doble vessant amb el carener perpendicular a la façana. La porta d'accés presenta una llinda amb inscripcions i brancals de pedra. Hi ha dues finestres sense una disposició ordenada. La façana està arrebossada i a la part superior hi ha un rellotge de sol en el qual les hores estan representades per números àrabs. Al damunt del plafó del rellotge hi ha una base de ferro en forma de sol de la qual surt una vareta que marca les hores en dies assolellats.